# Thủy điện Tà Cọ
Thủy điện Tà Cọ, còn gọi là Thủy điện Nậm Công 2, là công trình thủy điện xây dựng trên dòng Nậm Công  tại bản Tà Cọ, thị trấn Sốp Cộp, huyện Sốp Cộp, tỉnh Sơn La, Việt Nam .
Thủy điện Tà Cọ có công suất lắp máy 30 MW, sản lượng điện hàng năm khoảng 121,89 triệu KWh, khởi công năm 2009 hoàn thành tháng 9/2012 .
Thủy điện Tà Cọ có lưu vực 680 Km², chiều cao cột nước tính toán 188,6 m.

## Nậm Công
Nậm Công là một phụ lưu cấp 1 của sông Mã, hình thành từ hợp lưu các sông suối ở huyện Sốp Cộp. Từ đó nó chảy theo hướng đông bắc qua huyện Sông Mã, tỉnh Sơn La, và đổ vào sông Mã ở bản Kéo xã Huổi Một.
Tỉnh lộ 105 từ thị trấn Sông Mã đến thị trấn Sốp Cộp được mở theo thung lũng của Nậm Công .